# Maison capcazalière

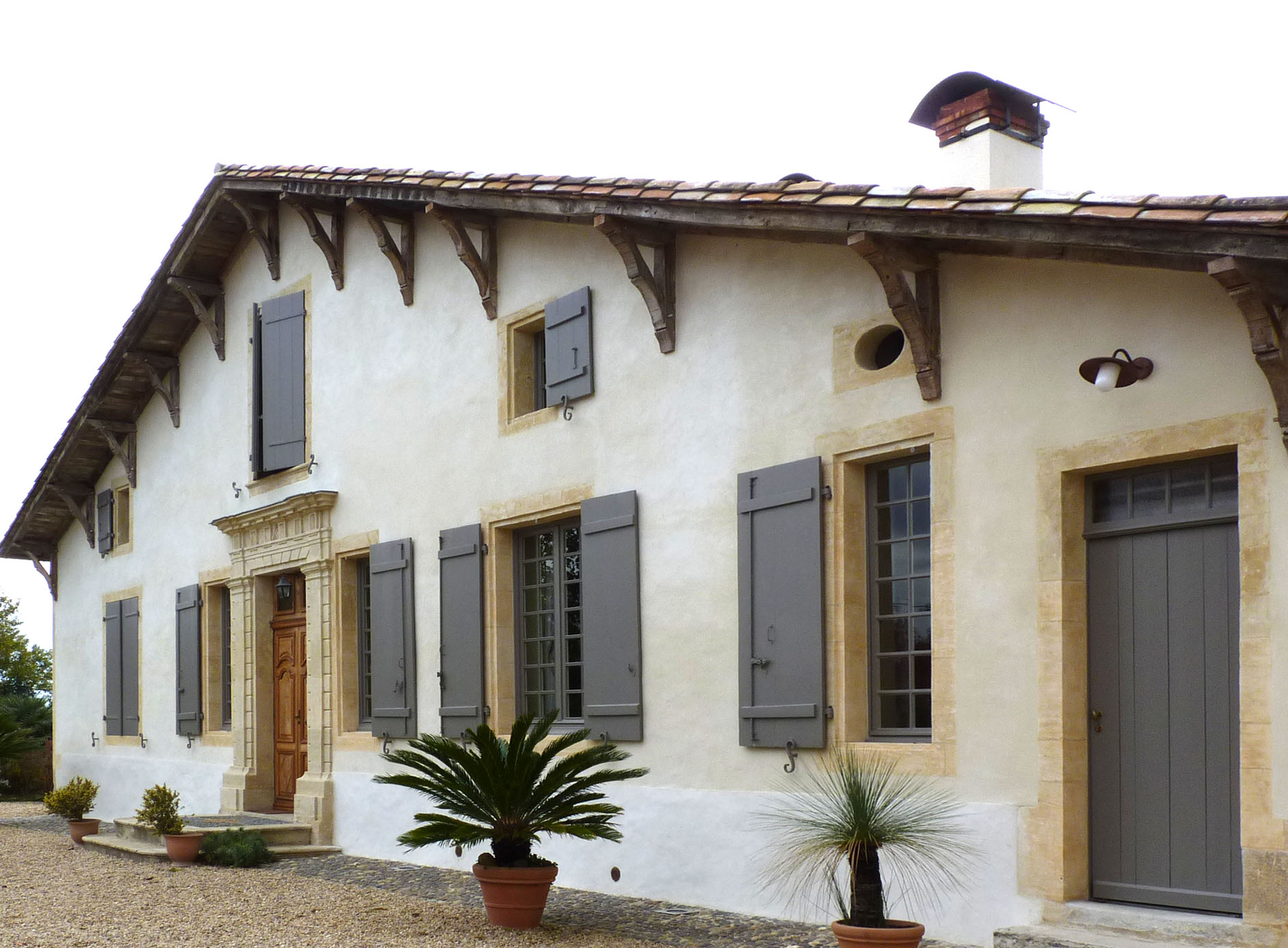
Exemple de maison capcazalière à Montfort-en-Chalosse

Une « maison capcazalière » est un terme qui désignait en Chalosse, dans le département français des Landes, une demeure de maître et un domaine établis depuis des temps très anciens. Selon les spécialistes, elle serait une survivance directe de l'occupation romaine.
Le mot « capcazalière » est constitué de « cap », qui signifie « le premier », « le chef » (du latin caput, la tête), et de « caza » ou « casaou », qui désigne l'habitation. Cette étymologie renvoie à l’importance de la maison capcazalière et de son occupant.

## Présentation

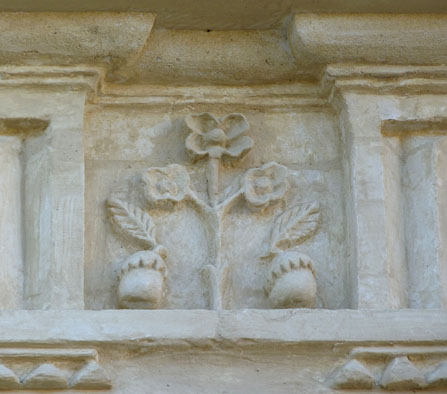
Détail du fronton de la capcazalière de Montfort-en-Chalosse.

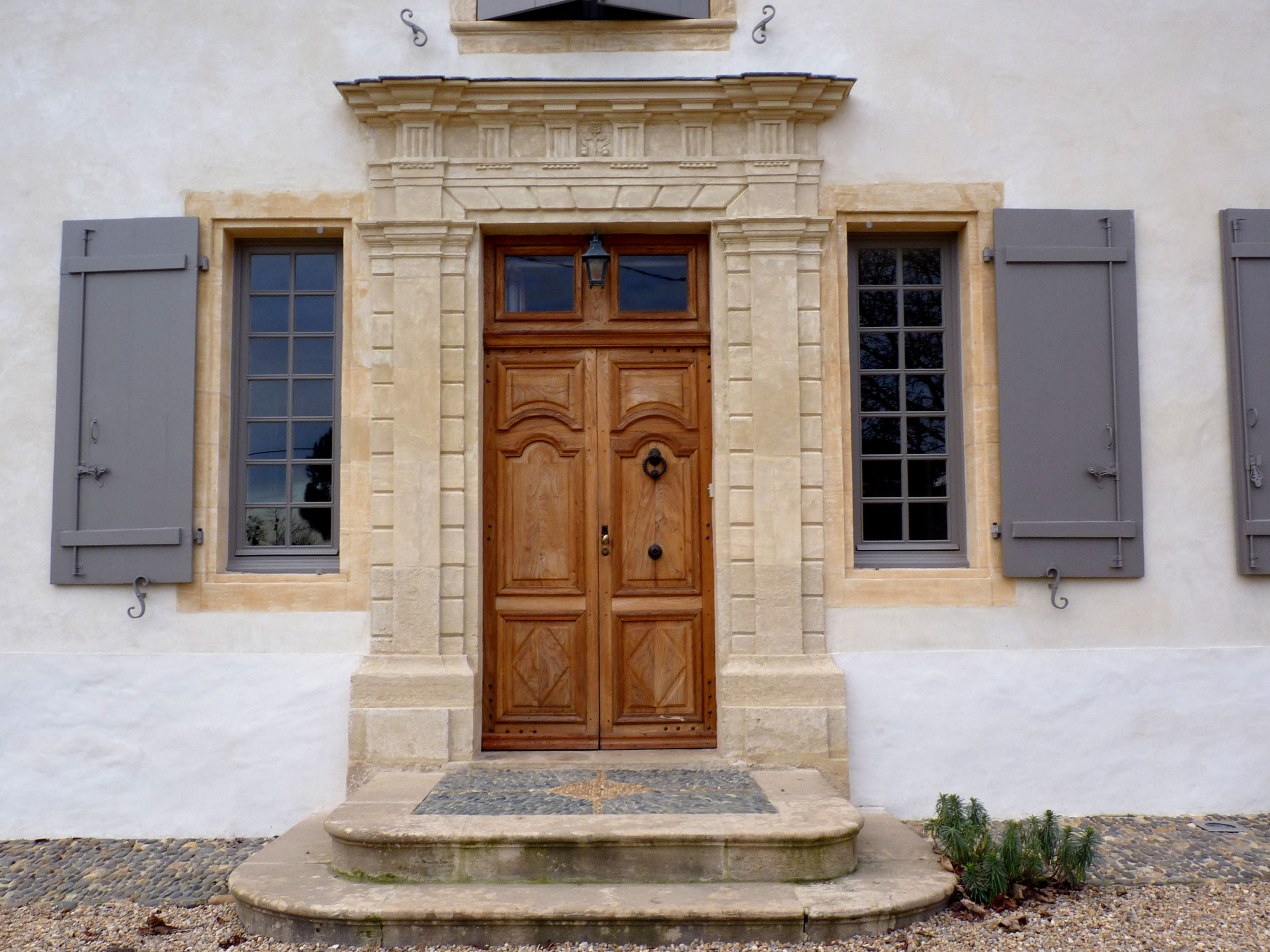
Porte de la capcazalière de Montfort-en-Chalosse avec sa calade.

L'histoire du capcazal landais commence probablement à la fin de l’Antiquité. Le capcazal (de « cazal », mot médiéval désignant un petit domaine libre, et « cap », la tête) est un concept économico-juridique particulier à une partie des Landes, et notamment à la Chalosse et à l'Orthe. Les capcazaliers étaient, en effet, des propriétaires roturiers, possédant des terres libres ne relevant d'aucun seigneur. Leurs terres étaient dites de « francs alleux », par opposition aux fiefs, et dans l’ancien temps on disait « qu'elles ne relevaient que du soleil ». C’est pour attester de la franchise et du statut dont ils jouissaient avec leurs terres, que les capcazaliers avaient le privilège de planter sur leur domaine le « pin franc », le pin parasol.
Les maisons capcazalières ont été construites sur des sols très anciennement mis en valeur (des historiens assurent même que certaines ont été construites sur l’emplacement de villas gallo-romaines) et les capcazaliers jouissaient de réels privilèges qui ont perduré durant tout le Moyen Âge et jusqu’à la Révolution française. Leurs privilèges ont favorisé leur richesse et contribué à l’élaboration d’une architecture qui distingue la maison capcazalière de la simple ferme landaise.
La maison capcazalière est construite en pierre avec de robustes murs porteurs. Elle est adaptée aux besoins de ses occupants : cuisine, salle à manger, salons sont au rez-de-chaussée, les chambres des maîtres et des domestiques à l’étage. Granges, étables et écuries sont séparées de la maison principale. Contrairement à la ferme landaise, la grande pièce centrale n’abrite pas le bétail mais devient une belle pièce d’accueil généralement éclairée par deux demi-fenêtres disposées de part et d'autre de la porte d'entrée. Au XVIIe siècle, la porte d’entrée s'enrichit d'encadrements sculptés importants. Deux pilastres supportent un entablement décoré qui utilise le répertoire ornemental de la Renaissance : rinceaux feuillagés, glyphes, masques, balustres, etc... Le fronton, toujours monumental, témoigne de l’habilité des tailleurs de pierres installés en Chalosse.
À ce travail s’associe celui des menuisiers qui ont su donner une forme parfaite aux consoles qui soutiennent l’avancée du toit en tuiles canal et celui des caladiers qui ont confectionné avec soin le trottoir en galets, un élément essentiel de la maison capcazalière. La façade de la maison constitue en effet, le signe principal de distinction sociale que l’architecture doit traduire.
De même, perpendiculaires à l’habitation, les solides dépendances (grange, chai, écurie, etc) sont bâties avec un souci d’esthétisme et d’harmonie qui contribue à souligner l’importance de la maison du capcazalier. Exposée aux regards et élevée à proximité des chemins, elle est accueillante et ouverte.

## Inventaire
Jean Peyresblanques estimait qu’il devait y avoir une, voire deux capcazalières dans chaque paroisse.
Si les maisons les plus anciennes ont disparu au cours du temps, celles qui subsistent ont toutes été plus ou moins remaniées. Quelques exemplaires, une douzaine, peut-être même un peu moins ont conservé leur aspect originel. Ces maisons qui avaient pourtant été bâties pour durer, se sont révélées fragiles face aux « améliorations » et à l’entretien inapproprié apportés par chaque génération.
Prenant conscience de la situation et de l’intérêt à sauvegarder un patrimoine devenu aussi précieux, en 2008 l’actuel propriétaire de la maison capcazalière de Montfort-en-Chalosse a entrepris une restauration qui allait rendre à cette maison son éclat originel. Avec le concours de la Fondation du Patrimoine, des architectes des bâtiments de France et d’entreprises hautement spécialisées, cette maison s’offre à nouveau aux regards.
Dans sa revue d’avril 2005, l’association « Vieilles maisons françaises » dresse un inventaire des maisons capcazalières qui subsistent. Elle parle de la maison Pachiou à Mimbaste, de la maison Brouchoua à Tercis-les-Bains, de la maison Hountanglaise et de la maison Luppé à Saint-Pandelon, de la maison du bourg et de la maison Peyne à Laurède. Elle précise encore que d'autres ont été très (ou trop) remaniées, notamment à Estibeaux, Pontonx-sur-l'Adour, Gamarde-les-Bains.

## Galerie photos

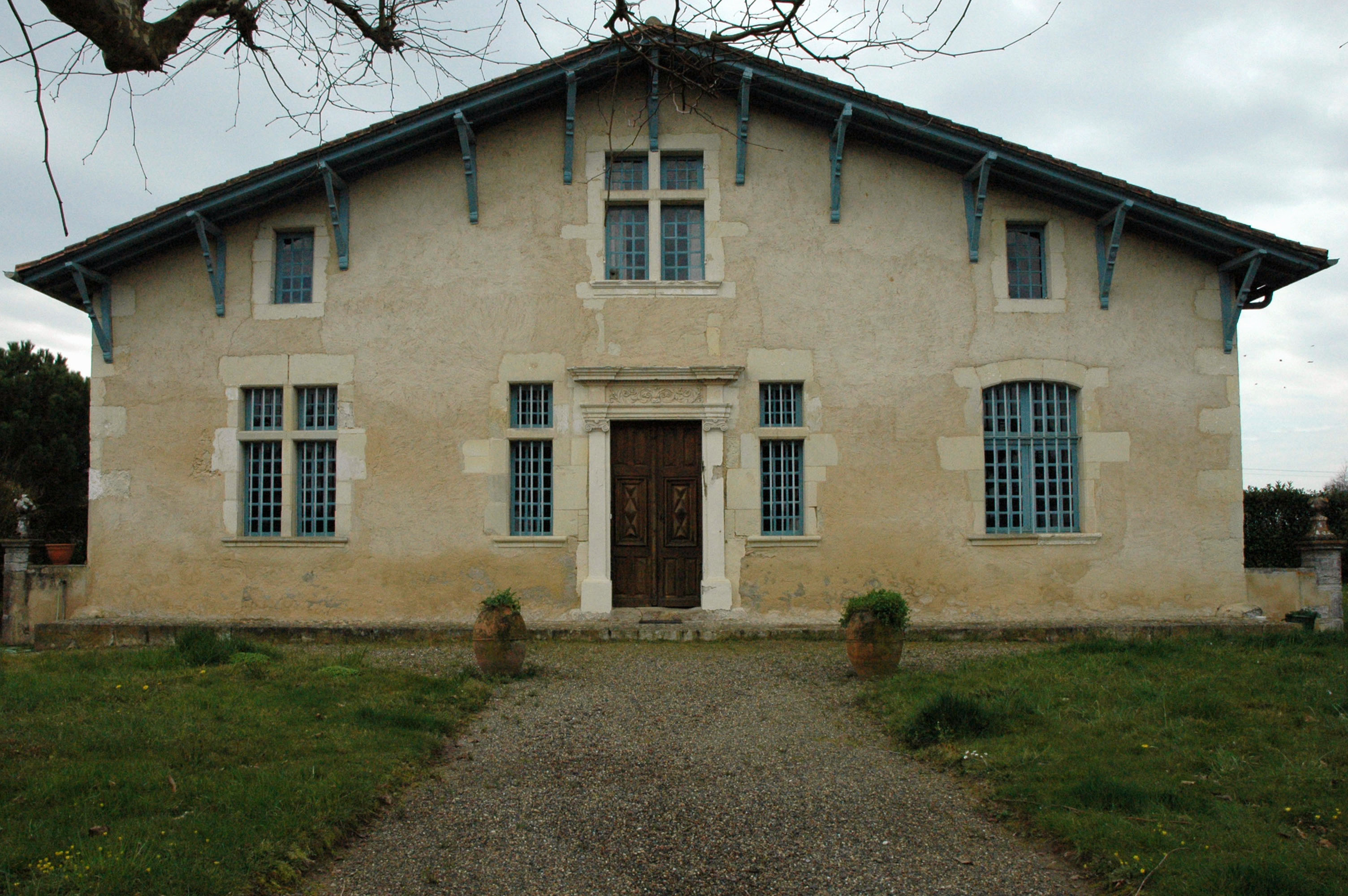
Maison Peyne à Laurède.
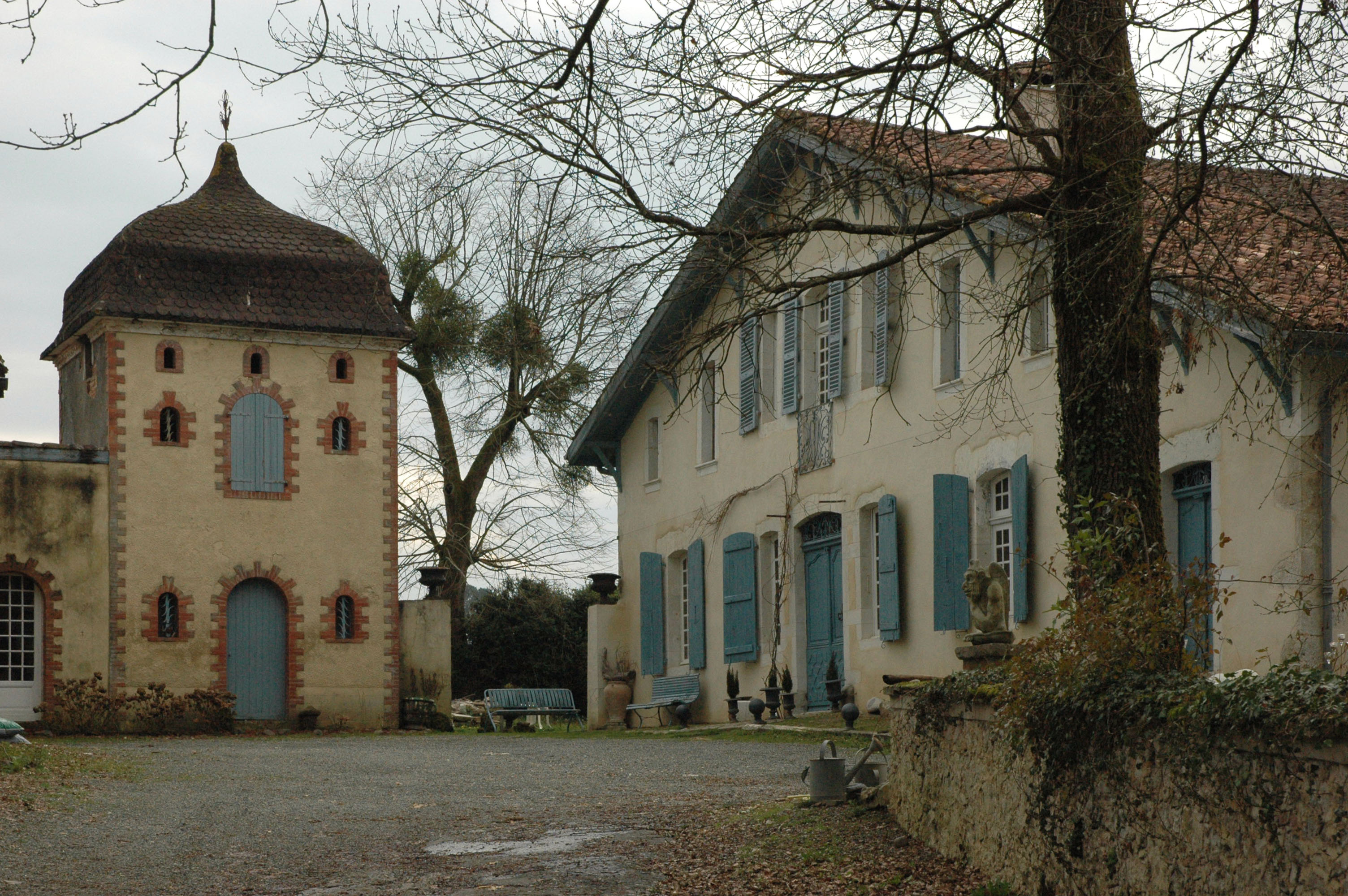
Maison Pachiou à Mimbaste et son pigeonnier.
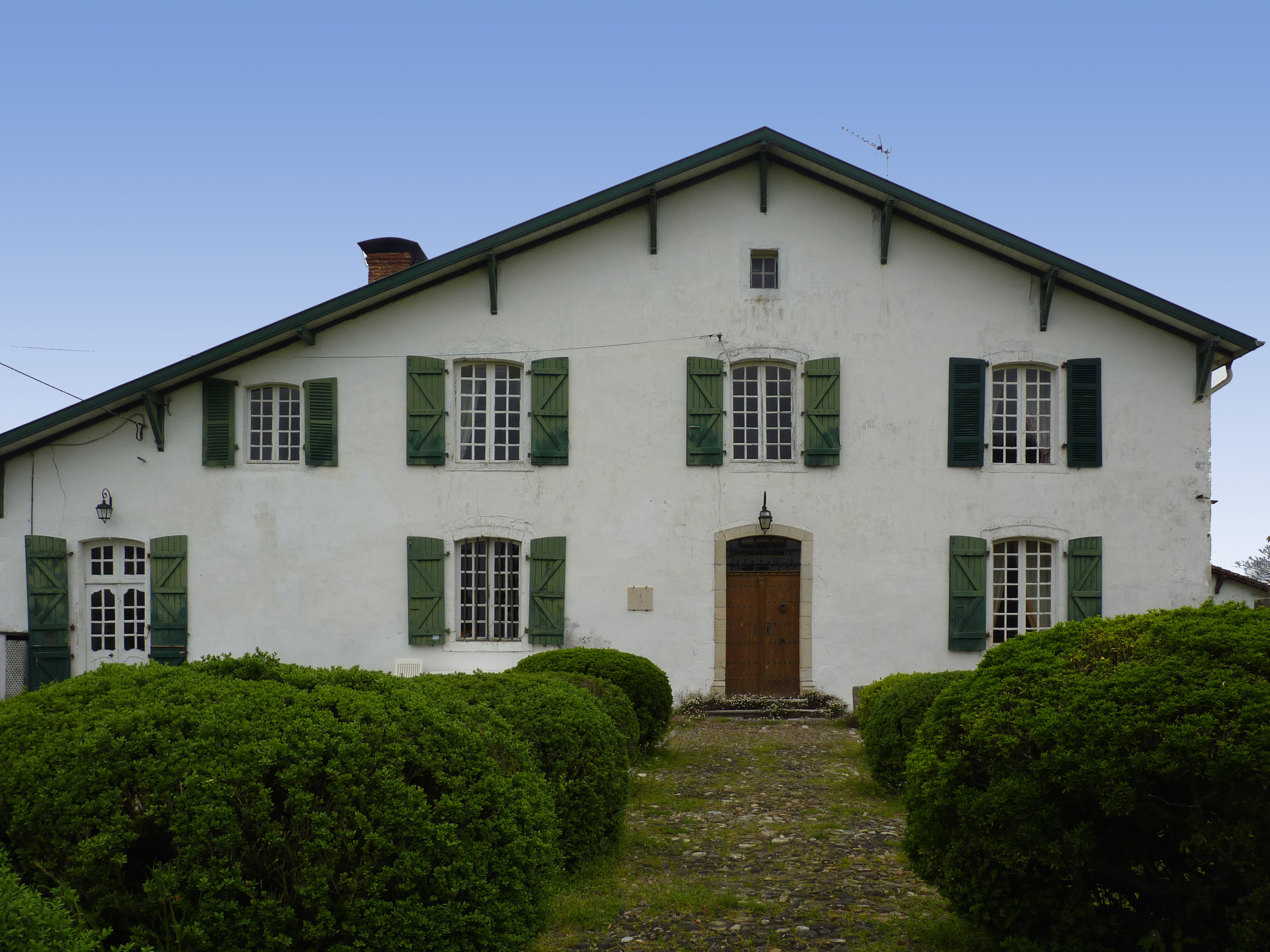
Maison Brouchoua à Tercis-les-Bains.
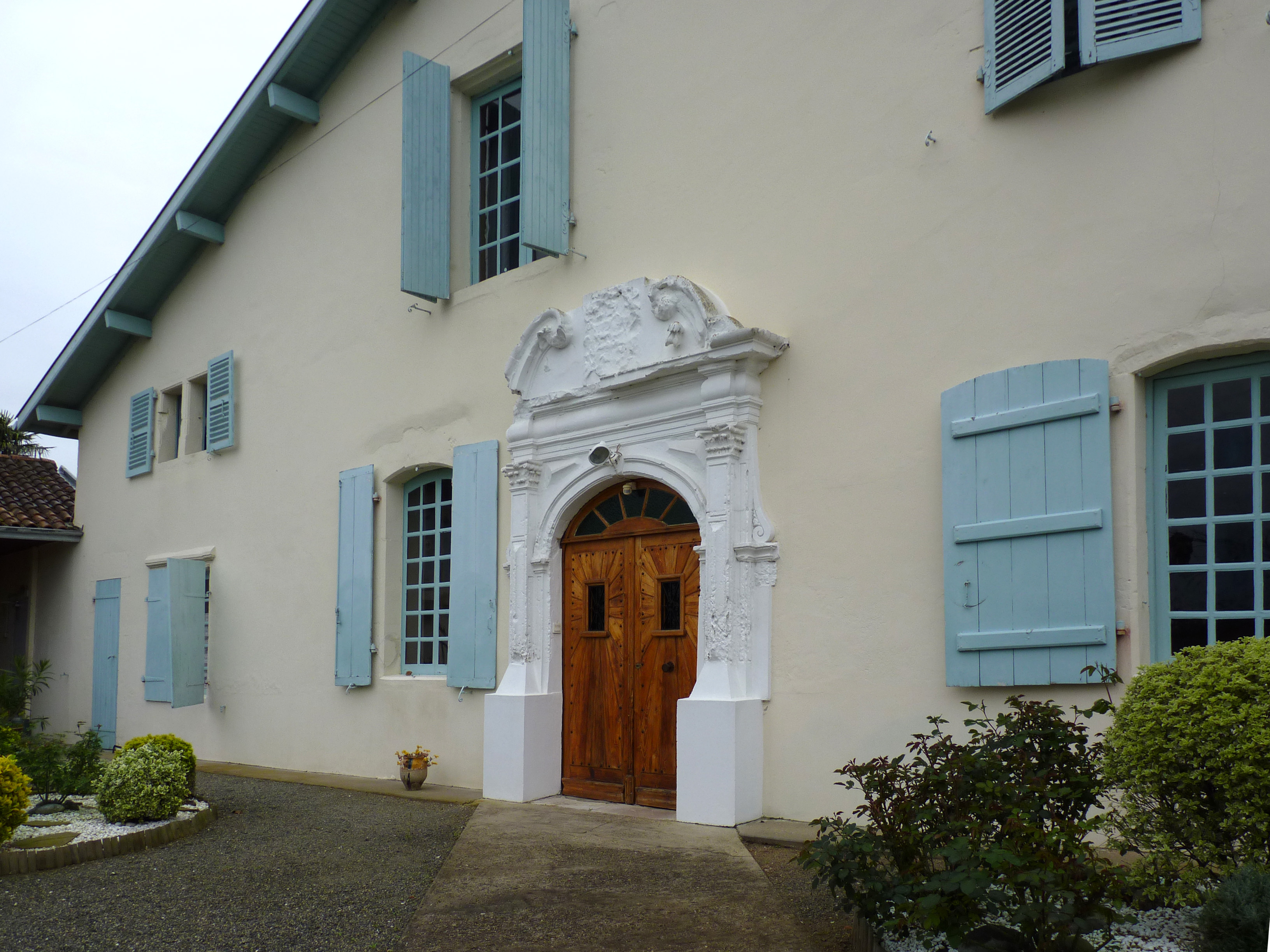
Maison Luppé à Saint-Pandelon.
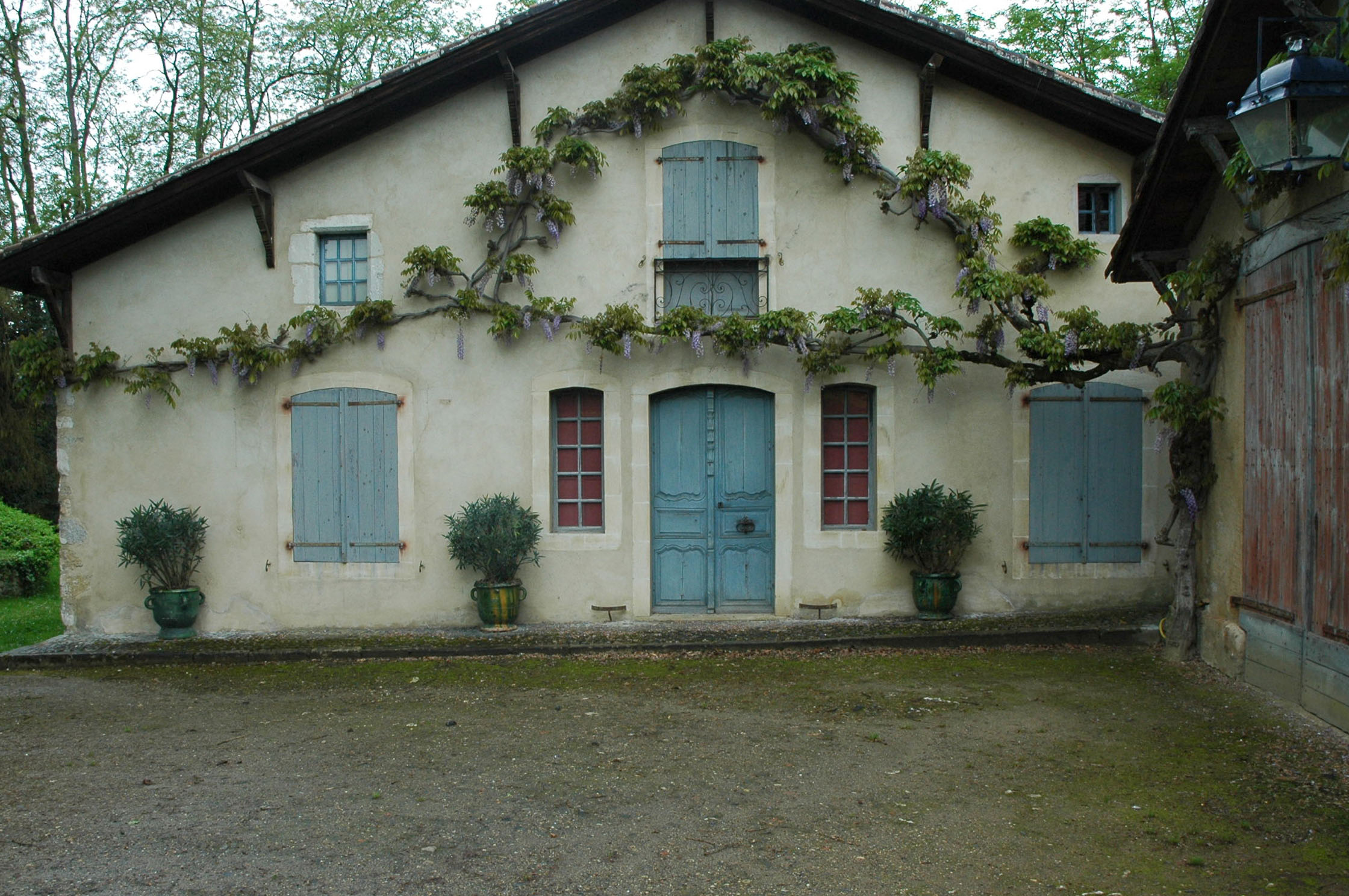
Maison Hountanglaise à Saint-Pandelon.
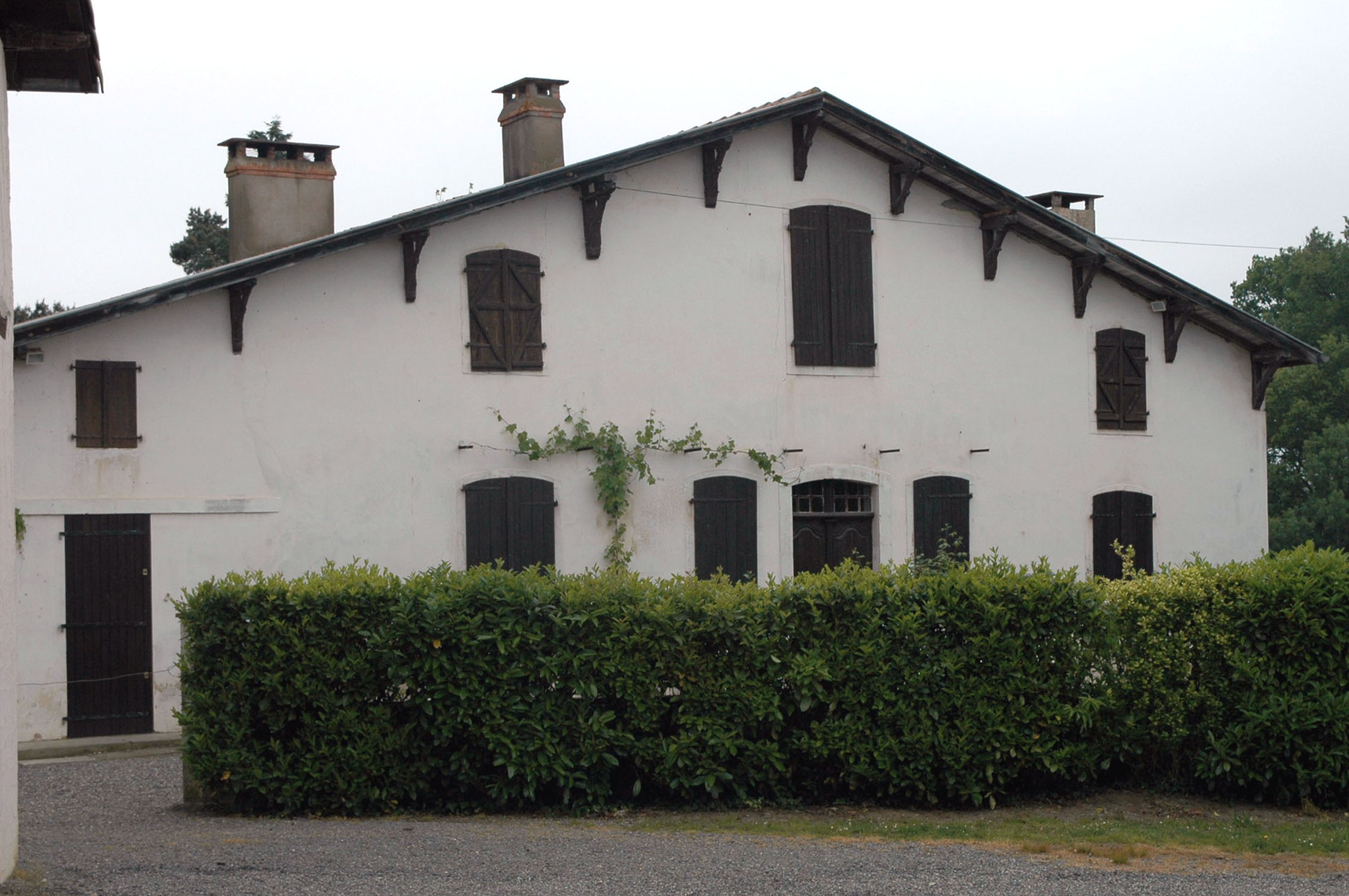
Maison Beyrie à Estibeaux.